# Hanji, Reșetîlivka
Hanji (în ucraineană Ганжі) este un sat în așezarea urbană Reșetîlivka din regiunea Poltava, Ucraina.

## Demografie
Componența lingvistică a localității Hanji
     Ucraineană (94,38%)
     Rusă (5,62%)
Conform recensământului din 2001, majoritatea populației localității Hanji era vorbitoare de ucraineană (94,38%), existând în minoritate și vorbitori de rusă (5,62%).